# Crihana Veche, Cahul
Crihana Veche este un sat din raionul Cahul, Republica Moldova. Comuna Crihana Veche cuprinde satul Crihana Veche și cartierul urban Crihănița, situat în imediată vecinătate a municipiului Cahul. 
Satul Crihana Veche este situat pe malul Prutului, în județul Cahul din sudul Basarabiei, la 175 km de Chișinău, la 7 km de centrul raional Cahul, la 55 km de Portul Internațional Liber Giurgiulești, la 63 km de municipiul Galați și la 9 km de stația de cale ferată Cahul. Face parte din euroregiunea Dunărea de Jos.
Atestat documentar la 12 mai 1425. De la începuturi și până în prezent este populat majoritar de etnici români.
Biserica ortodoxă din localitate are hramul Sfântul Teodor Tiron, fiindu-i arondate două cimitire (unul mai vechi în intravilan și altul în extravilan).
Populația comunității la 1 ianuarie 2000 era de 4480 locuitori. Numărul gospodăriilor individuale este de 1300. În localitate își desfășoară activitatea 10 instituții publice și 25 de agenți economici.
Localitatea este parțial gazificată (47%).

## Însemnele heraldice ale comunei Crihana Veche
Stema localității Crihana Veche se compune dintr-un scut triunghiular cu marginile rotunjite, tăiat în două părți.
În dreapta, în câmp roșu, se află două cârlibane (toiege păstorești) încrucișate, ambele având mânerele tradiționale în chip de stindard dacic: capul de lup și coada de balaur.
În partea stângă, în câmp albastru, se află trei pești.
Scutul este timbrat de o coroană murală cu un turn crenelat.
Semnificațiile elementelor însumate:
Împărțirea scutului în două semnifică unirea vechii așezări Crihana și a noii vetre Vâlcova, prima remarcându-se din vechime prin stăpânirea de câmpuri și pășuni întinse, iar a doua fiind un cătun de pescari situat pe malul bălților.
Cele două cârlibane încrucișate, ambele având mânerele tradiționale în chip de stindard dacic: capul de lup și coada de balaur, semnifică atât una dintre ocupațiile străvechi de bază ale locuitorilor satului, cât și legătura cu strămoșii daco-geți.
Stindardul dacic este un element de consonanță cu vechea stemă a județului Cahul. Totodată, cârlibanele, ca simbol creștin, semnifică existența unei tradiții creștine străvechi în localitate.
Cei trei pești simbolizează o altă ocupație străveche de bază a locuitorilor satului – pescuitul, dar și bogăția bălților și iazurilor din localitate, precum și apartenența majorității absolute a populației din localitate la creștinism, peștele fiind unul dintre simbolurile de bază ale creștinismului.
Coroana murală cu un singur turn crenelat, de tip românesc, semnifică faptul că localitatea este populată preponderent de etnici români și are rangul de unitate administrativă de nivelul întâi.
Drapelul localității Crihana Veche reprezintă o pânză dreptunghiulară (2×3) împărțită în două jumătăți, dintre care prima este de culoare albastră, iar a doua de culoare roșie, având în centru stema localității, timbrată cu coroana murală. Combinația cromatică utilizată corespunde regulilor heraldice și celor estetice, aplicând principiul dualismului (trup și suflet, cer și pământ) și pe cel al contrastului în unitate (rece și cald la un loc).
Roșul (culoare caldă) este simbolul a tot ceea ce este legat de trup și de sănătatea trupească. Totodată, roșul este asociat pământului și rodniciei lui. El simbolizează viața, curajul, voința, dragostea, ardoarea, energia, forța, avântul, spiritul vioi, tragerea de inimă, sacrificiul și abnegația, succesul și onoarea.
Albastrul (culoare rece) este simbolul a tot ceea ce este legat de suflet și de spiritualitate. Totodată, albastrul este asociat apelor dătătoare de viață și cerului. El simbolizează adevărul, dorul, romantismul, echilibrul, înțelepciunea, curățenia, profunzimea și noblețea sufletească, aspirația către cele înalte și veșnice.

## Moșia satului
Moșia satului se întinde pe o suprafață de circa 9 mii ha, dintre care 1687,36 ha le revin suprafețelor de apă, 3814 ha - terenurilor arabile, 185,45 ha - pășunilor, 304 ha - viilor, 32 ha - livezilor, 32 ha - plantațiilor de nuci și 1188 ha - fondului silvic. Forma de gospodărire - asociații de gospodarii țărănești. Solurile sunt de cernoziom și, în Lunca Prutului, aluvionale și de fâneață. În apropierea satului există zăcăminte de nisip, argilă, prundiș, pietriș. Clima este temperat continentală, vegetație spontană de stepă.
Pe teritoriul satului se afla GAS „Flora”, care deține 122 ha de pământ.

## Localități învecinate
municipiul Cahul, la nord, Pașcani (comuna Manta), la sud, Oancea (județul Galați), la nord-vest, Vlădești (județul Galați), la vest, Lebedenco (Crihana Nouă), la est.

## Toponimul Crihana
Oiconimul CRIHÁNA provine de la antroponimul masculin Crihan. Este consonant și paronimic cu denumirea regiunii istorice românești Crișana. O altă localitate Crihana, înființată în 1924, există în județul Orhei, denumirea acesteia provenind de la numele lui Anton Crihan, fost membru al Sfatului Țării și secretar de stat, apoi ministru la București.

## Microtoponimie
Părți ale satului: Bortărie, Bulucu, Răzeșie, Sat, Vâlcova, Crihănița (cartier urban în vecinătatea municipiului Cahul)
Zone din extravilan: Baltă, Baraghína, Dealurile de la Lutul Roș, Fântânéle, Grindul Lung, Pământul Popii, Petricéi, Răzeșie
Hidronime: Bălacea (baltă),  Barcul lui Ciochină (barc sau baltă, luncă băltoasă), Barcul lui Duia (barc), Barcul lui Topor (barc), Bribari (lac), Carasul (lac), Cardon (barc), Crihana (pârâu), Dracele (baltă), Floricica (pârâu, denumire alternativă pentru pârâul Crihana), Foltanele (lac în lunca Prutului), Hidrarea (literar Vidrarea) sau Hidrari (gârlă), Iezărul (baltă), Mlădițele Mari (baltă), Mlădițele Mici (baltă), Motranul (baltă), Prut (râu), Surda (baltă)
Râpi: Râpa Bulucului, Râpa de la Chilatu
Repere: De vale, În deal, La conacul lui Manolescu, La curte, La șușă (La șosea), La șușmé (La cișmea), Șleahul Mănții, Șleahul Pelineiului
Alte microtoponime: Fântâna de câmp, Hățașul (drumul ce marca vechea limită a satului până în 1921), Movila lui Gologan (tumul vechi), Movila Săpată (tumul vechi), Pachetul cu Chir (teren înțelenit între patru drumuri), Stejarul, Tișcana (digul de separare a Bălții Crihanei de Balta Mănții)

## Particularități fonetice ale graiului local
alternanța F/H: fier/her (cu derivatele: herăstrău, herăraie, her de călcat), fierbere/hierbere, fiindcă/hincă, fin/hin, fior/hior (cu derivatele: hioros, a se înhiora), fir/hir, fire/hire (derivat din a fi/a hi), fiu/hiu (cu forma de feminin fiică/hiică), șefi/șehi (doar la plural) etc.
alternanța V/H: vorbă/horbă, vulpe/hulpe etc.
alternanța V/Y: viu/yiu, vin/yin/, vită/yită, vițel/yițel, vie/yie, viță/yiță, vis/yis, vișină/yișină, bolnăvior/bolnăyior, învinat/înyinat (cu sensul de băut, cinstit), viscol/yiscol, vină/yină etc.

## Istoria satului
Primii oameni s-au stabilit aici cu traiul în timpuri străvechi, după ce Dacia a fost cucerită de Imperiul Roman. În anul 376 e.n. sătucul lor a fost prădat și ars de triburile barbare ale hunilor. Tocmai după anul 800 s-a format aici o nouă așezare umană. Ea a existat până în 1100, când a fost devastată din nou. Lângă Crihana Veche se pot observa 10 movile funerare (tumuluri, gorgane), rămase de la populațiile mai vechi.
Cea mai veche mențiune documentară cunoscută este cea din 12mai 1425, depistată dintr-un uric semnat de Domnitorul Moldovei Alexandru cel Bun, cu numele Derenăuți:
„Din mila lui Dumnezeu, noi, Alexandru voievod, domn al Țării Moldovei. Facem cunoscut, cu această carte a noastră, tuturor celor care o vor vedea sau o vor auzi citindu-se, cd această adevărată slugă a noastră credincioasă, pan Stroici, ne-a slujit cu dreaptă și credincioasă slujbă. De aceea, noi, văzând dreapta și credincioasa lui slujbă către noi, l-am miluit cu deosebita noastră milă și i-am dat în țara noastră, în Moldova, două sate, anume Levosăuți, cu toate cuturile sale, și Nepoloăuți, și două pustii: una, Derenăuți, și alta pe Roșul, în dreptul movilei celei mari.

...

A scris Oanța gramatic, la Suceava, în anul 6933 <1425>, luna mai 12.”
Apoi urmează una din 2 iulie 1502, pomenindu-se aici, de asemenea, Valea și Gârla Cârhana, pe timpul lui Ștefan cel Mare, când, prin voia Măriei Sale, Mănăstirea Putna primește în dar mai multe sate. Una dintre legende spune că satul ar fi fost întemeiat de 5 pescari de prin părțile Chiliei (dintre care unul Crihan și altul Vâlcu), cărora le-a plăcut locul bogat în pește, păpuriș, stufăriș, vânat și s-au instalat aici cu familiile lor. Boierul Toader Șerban din Iargara, unde avea o fabrică de var, cumpără în Crihana Veche 2500 desetine de pământ de la Dumitru Crăciunescu și se mută încoace cu traiul, hotărându-se să înalțe aici o biserică. Mai întâi aici fusese o bisericuță, construită din lemn în 1783, fiind dotată cu veșminte, inventar, cărți. Biserica avea hramul Sf. Mihail. Protopop era pe atunci Ioan Ferlat. Mai târziu biserica aceasta a fost distrusă, construindu-se pe banii lui Toader Șerban una nouă de cărămidă, pe locul celei vechi rămânând doar o movilă de piatră cu o cruce mare pe ea.
Odată semnat (Tratatul de la Paris (1856)), Crihana Veche, împreună cu localitățile din județele basarabene Cahul, Bolgrad și Ismail, revine în componența Principatului Moldovei, participând în 1859 la Unirea Principatelor sub Domnitorul Alexandru Ioan Cuza. Face parte administrativ din România (până în 1866 Principatele Unite ale Valahiei și Moldovei) până în 1878 (Tratatul de la Berlin), când Imperiul rus reocupă teritoriul basarabean al României până la Prut și Dunăre. Primul deputat al cahulenilor în Parlamentul de la București a fost Bogdan Petriceicu Hasdeu.
În 1864 a fost reînființată vechea eparhie a Ismailului, așezând în fruntea ei pe eruditul episcop Melhisedec Ștefănescu, care deschise pe lângă scaunul său episcopal și un seminar duhovnicesc pentru deșteptarea și luminarea eparhioților săi.
O școală parohială bisericească funcționa la Crihana Veche încă în 1893, construită din lut.
În 1900 este zidită biserica din sat, cu pridvor și sală de altar. Pridvorul este încununat de o clopotniță cu cupolă și cruce, iar sala este susținută de 4 semiarcade. La construcția bisericii au lucrat 10 meșteri italieni. Biserica dispunea de 12 desetine de pământ, care și astăzi se mai numește Pământul Popii. În 1902 conducerea parohială le aduce mulțumiri sătenilor pentru contribuția adusă la construcția bisericii, precum și epitropului(starostelui) Nicolae Gavriloaie, iar în 1904, la 3 februarie, Sf. Sinod îl decorează cu cea mai înaltă distincție, ordinul Sf. Ana, categoria III, pe cetățeanul de onoare Teodor Șerban pentru construcția bisericii pe banii proprii.
Localitatea a primit un important aport de element românesc transilvan, prin stabilirea la Crihana a mai multor familii de mocani (oieri) de dincolo de Carpați. Numele de familie ale localnicilor îndreptățesc ipoteza unui aport de populație aromână de la sud de Dunăre.
La 1 ianuarie 1906 satul avea 1227 de locuitori, inclusiv 123 de copii de vârstă școlară 8-11 ani. În școala parohială bisericească învățau 43 de elevi într-o clasă cu suprafața de 69,6 arșini.
Prin anii 1920-1930 în sat funcționa o școală primară românească.
La recensământul general al populației României, din 1930, în comună au fost atestați  1200 de locuitori, dintre care 1100 români, 50 ruși și 50 țigani. În 1935 își începe activitatea biblioteca de carte românească și căminul cultural. În timpul celui de Al Doilea Război Mondial au căzut pe câmpurile de luptă 101 bărbați.
În anul 1956 este înființată școala medie, pe baza uneia din cele 2 școli de 8 ani, primul director fiind Petru Alexandrovici. În ambele școli 84 de pedagogi instruiau 763 de elevi.
În 1961 biserica este închisă, luându-i-se icoanele. Biserica a fost transformată într-un depozit pentru cereale, apoi părăsită cu totul.
În 1971 satul avea 3332 de locuitori. Aici se construiește combinatul piscicol, care produce anual circa 30 mii centnere de pește.
În anul 1982 școala medie trece în clădire nouă modernă, cu 1200 de locuri.
Reconstrucția bisericii începe în 1989, când a fost întocmit proiectul și devizul de cheltuieli.
La 1 ianuarie 1998 satul avea 1543 de gospodării cu 4540 de locuitori, inclusiv apți de muncă – 2850, pensionari – 738. La 30 iulie 2000 are loc deschiderea Bisericii Crestine Baptiste  avind ca pastor pe Ion Groza.

## Cercetare științifică
Patrimoniul arheologic a făcut obiectul cercetărilor savanților de la Academia de Științe a Moldovei (AȘM) în anii 1992, 2014, 2015 și 2016, când au fost organizate șantiere arheologice. Pe șantierele arheologice de la Crihana Veche au lucrat arheologi de la Chișinău, Iași, Galați, Brăila și Lvov.
În noiembrie 2016 Muzeului Brăilei „Carol I”, în colaborare cu Universitatea de Stat „Bogdan Petriceicu Hașdeu” din Cahul, a organizat Conferința publică cu tema „Patrimoniul cultural-istoric al comunei Crihana Veche, Raionul Cahul, Republica Moldova: cercetare, valorificare și promovare”.
Comunitatea locală a făcut obiectul cercetărilor etnografice a specialiștilor din cadrul AȘM în anii 2014, 2015 și 2016, cercetări soldate cu ample rapoarte.
În vara anului 2015 comunitatea din Crihana Veche a făcut obiectul cercetărilor sociologice ale unui grup de profesori de la Academia Română și de studenți de la Universitatea București, condus de profesor dr. Radu Baltasiu.
Primăria Crihana Veche dezvoltă un Parteneriat cu Institutul Patrimoniului Cultural al AȘM.

## Demografie

### Structura etnică
Structura etnică a localității conform recensământului populației din 2004:
| Grup etnic                                                                             | Populație | % Procentaj |
| -------------------------------------------------------------------------------------- | --------- | ----------- |
| Români declarați cu infranimul românesc Moldoveni Români declarați cu etnonimul Români | 4070 32   | 97,16 0,76% |
| Ruși                                                                                   | 23        | 0,55%       |
| Țigani                                                                                 | 17        | 0,41%       |
| Ucraineni                                                                              | 15        | 0,36%       |
| Bulgari                                                                                | 15        | 0,36%       |
| Găgăuzi                                                                                | 10        | 0,24%       |
| Alții                                                                                  | 7         | 0,17%       |
| Total                                                                                  | 4189      |             |

## Administrație și politică
Componența Consiliului local Crihana Veche (13 consilieri), ales la 5 noiembrie 2023, este următoarea:
|  | Partid                                       | Consilieri | Componență | Componență | Componență | Componență | Componență | Componență | Componență | Componență | Componență |
|  | -------------------------------------------- | ---------- | ---------- | ---------- | ---------- | ---------- | ---------- | ---------- | ---------- | ---------- | ---------- |
|  | Partidul Acțiune și Solidaritate             | 9          |            |            |            |            |            |            |            |            |            |
|  | Partidul Socialiștilor din Republica Moldova | 2          |            |            |            |            |            |            |            |            |            |
|  | Partidul Democrat Modern din Moldova         | 1          |            |            |            |            |            |            |            |            |            |
|  | Partidul Comuniștilor din Republica Moldova  | 1          |            |            |            |            |            |            |            |            |            |

## Festivaluri
În localitatea Crihana Veche se organizează anual Festivalul Internațional al Tradițiilor și Obiceiurilor de Iarnă „Capra, Turca, Breaza”.

## Personalități născute în Crihana Veche
Nicolae Mătcaș, lingvist, profesor universitar, conferențiar, decan al facultății de filologie a Universității Pedagogice de Stat „Ion Creangă” din Chișinău, docent, ministru al științei și învățământului al Republicii Moldova, cetățean de onoare al localității.
Vlad Cubreacov, jurnalist, deputat în Parlamentul Republicii Moldova (1994-2009), membru al Adunării Parlamentare a Consiliului Europei, cetățean de onoare al localității.
Emil Gaju, actor și regizor la Teatrul „Luceafărul” din Chișinău, pedagog, conferențiar universitar la Academia de Arte, artist al poporului, cetățean de onoare al localității.
Oxana Copceanu, interpretă de muzică populară românească.
Vasile Cozma, fost președinte al Curții de Conturi a Republicii Moldova
Aurica Crețu, jurnalistă de televiziune.
Vitalie Dogaru, jurnalist de radio și televiziune stabilit în Chișinău
Magda Ilinca Dogaru, elevă eminentă , în 2024 a dat toate examenele de bacalaureat pe 10 și președintele statului Maia Sandu i-a dat o diplomă de merit și o mână caldă.

## Alte personalități importante pentru istoria locală
Dimitrie Crăciunescu (1840-1908), jurist, publicist, membru al Societății „Junimea”, membru al Divanului Ad-Hoc de la Iași, deputat în Parlamentul României, prefect român de județ, prefect sub țarii ruși, proprietar al 6000 ha de teren, dintre care 140 ha de podgorii, la Crihana Veche.
Pandelache Cafrița, fost moșier și proprietar al unui conac / curte (boierească).
Gheorghe Manolescu, întreprinzător economic, arendașul bălților de la Crihana Veche, Manta și Vadul lui Isac (cu administrația la Crihana) în perioada interbelică și a celui de al Doilea Război Mondial. A fost proprietarul unui conac boieresc la Crihana Veche.
Mihail Sadoveanu, scriitor care a vizitat în multiple rânduri Crihana pentru scop de pescuit și vânătoare, dar și pentru cercetarea graiului românesc local.
Garabet Ibrăileanu, critic literar care a vizitat Crihana, împreună cu prietenul său Mihail Sadoveanu.

## Cetățeni de onoare
Teodor Șerban
Nicolae Mătcaș
Vlad Cubreacov
Emil Gaju
Radu Baltasiu
Căpitan Ioan Vasilescu

## Localități înfrățite și partenere
Oancea, județul Galați
Scânteiești, județul Galați
Mihail Kogălniceanu, județul Constanța
Mihai Viteazu, județul Cluj
Savenay, departamentul Loara Atlantică, Țara Loarei, Franța